# Царицыно (станция)
Цари́цыно — узловая железнодорожная станция Курского направления Московской железной дороги в Москве. Входит в Московско-Курский центр организации работы железнодорожных станций ДЦС-1 Московской дирекции управления движением. По основному характеру работы является промежуточной, по объёму работы отнесена к 2 классу. Объект культурного наследия народов РФ. Входит в состав линии МЦД-2 Московских центральных диаметров. Останавливаются все электропоезда, кроме экспрессов в/из Тулы.
Станция является узловой: от неё отходит Бирюлёвская соединительная ветвь на станцию Бирюлёво-Товарная Павелецкого направления Московской железной дороги — однопутная, электрифицированная. Эта ветка используется для движения пассажирских поездов дальнего следования и грузовых поездов, пригородное движение отсутствует.

## Движение поездов
Пассажирское сообщение осуществляется пригородными электропоездами постоянного тока. Имеется прямое беспересадочное сообщение на Рижское направление Московской железной дороги (до 21 ноября 2019 года также на Смоленское направление). Беспересадочное сообщение осуществляется: на север до станции Нахабино, на юг до станции Тула-1. Время движения с Курского вокзала 28 минут.
Выходы:
- К станции метро «Царицыно»,
- по пешеходному путепроводу к улицам: Каспийской и Севанской по одну сторону, и Прохладной, Бутовской по другую.,
- под железнодорожными путепроводами: к улицам Каспийской и Луганской по одну сторону и к музею-заповеднику «Царицыно» по другую.

Для пассажиров используются две боковые платформы. На обеих платформах установлены турникеты для прохода пассажиров только для входа на платформу.
Две короткие технические платформы использовались для отстоя составов дальнего следования. Проход для пассажиров на эти платформы был закрыт. В 2018 году подъездной путь к этой платформе был разобран, и на его месте была построена новая боковая пассажирская платформа для будущих поездов МЦД-2, следующих в область, в сторону Подольска. Теперь отстой некоторых поездов производится на запасных путях у станции Москва-Товарная.

## История
Открыта в 1865 году. Тогда в 18-ти вёрстах от Москвы. При расчистке места под станцию и насыпь для железнодорожного полотна было вырублено около 5 десятин векового соснового леса. Соединительная ветка до Бирюлёва была построена позже, в 1900 году и служила исключительно для пассажирского движения, в том числе пригородного, так как грузового сообщения между Курской и Павелецкой дорогой тогда ещё не существовало.
Помимо товарных и пассажирских, по Курской дороге следовали воинские поезда, если случались военные конфликты у южных границ России. Лев Толстой в романе «Анна Каренина» описывает чествование добровольцев, едущих на Турецкую войну, на станции Царицыно:
… На Царицынской станции поезд был встречен стройным хором молодых людей, певших: «Славься». Опять добровольцы кланялись и высовывались, но Сергей Иванович не обращал на них внимания …
Ныне существующий вокзал в Царицыне был построен в 1908 году по проекту архитектора В. К. Филлипова взамен прежнего деревянного. Некоторые источники приписывают авторство Льву Кекушеву, известному архитектору, работавшему в стиле модерн, по времени относят его к 1901—1903 гг.
Деревянный вокзал располагался ровно напротив вокзала современного, между водонапорной башней и керосиновым погребом. С 1908 года функционировал как железнодорожные мастерские, а затем был переоборудован под жильё. В 1967 году его разобрали и перевезли в Тульскую область. Ещё дальше от нынешнего вокзального здания, где сейчас Царицынский радиорынок, находилась высокая товарная (грузовая) платформа с пакгаузом. С 1875 года, когда к югу от станции купец 1-й гильдии Спиридон Егорович Логунов построил кирпичный завод, использовалась для погрузки в вагоны кирпича. Для различных грузовых работ функционировала до середины 1980-х годов, пока пакгауз не сгорел во время пожара.
Местность вокруг станции, с тех пор, как была построена Курская железная дорога, изобиловала дачами. В пристанционных посёлках общее число дач доходило до 1000, а дачников, проживавших в них летом, до 15000 человек. Такое положение дел сказалось на станционном названии, 1 января 1904 года её переименовали в Царицыно-Дачное. С этим название станция просуществовала до 1960 года, когда её территория оказалась в черте Москвы со всеми окружающим поселками. Тогда станции вернули изначальное имя Царицыно.
22 мая 2000 года платформа в сторону области была оборудована турникетами. На этой платформе были установлены единственные турникеты на выход, где не нужно вставлять билет со штрихкодом или прикладывать транспортную карту для того, чтобы выйти в город — турникеты свободного выхода. С 28 сентября 2011 года после установки новых турникетов выход осуществляется только по билетам.
В 2008 году была снесена дореволюционная водонапорная башня, отремонтированная незадолго до того, в 2002 году.
В 2016 году начато строительство новых дополнительных пассажирских платформ. 10 сентября 2018 года началось движение электропоездов «Спутник» по маршруту Царицыно — Подольск без остановок. Полная реставрация вокзала, признанного памятником культурного наследия, была проведена в 1998 году. В 2007 году были произведены следующие работы:
- фасад вокзала был окрашен в бежевые тона, зрительно выделена старинная кирпичная кладка здания реставраторами предполагается, что так вокзал выглядел более ста лет назад. На фотографии, сделанной около 1910 г., видно, что вокзал из красного кирпича с белыми наличниками;
- завершился капитальный ремонт пассажирских платформ, асфальт заменён на тротуарную плитку двух цветов: серого и красного по ассоциации с цветами царицынского ансамбля.

В 2023 году началось строительство нового транспортного узла, который будет включать подземную, «тёплую» пересадку на одноимённую станцию метро. Работы планируется завершить в 2025 году.

## Наземный общественный транспорт
На этой станции можно пересесть на следующие маршруты городского пассажирского транспорта:
- Автобусы: м82, м87, м88, м89, 814, с823, 844, с854, с869, 921, н13

## Галерея

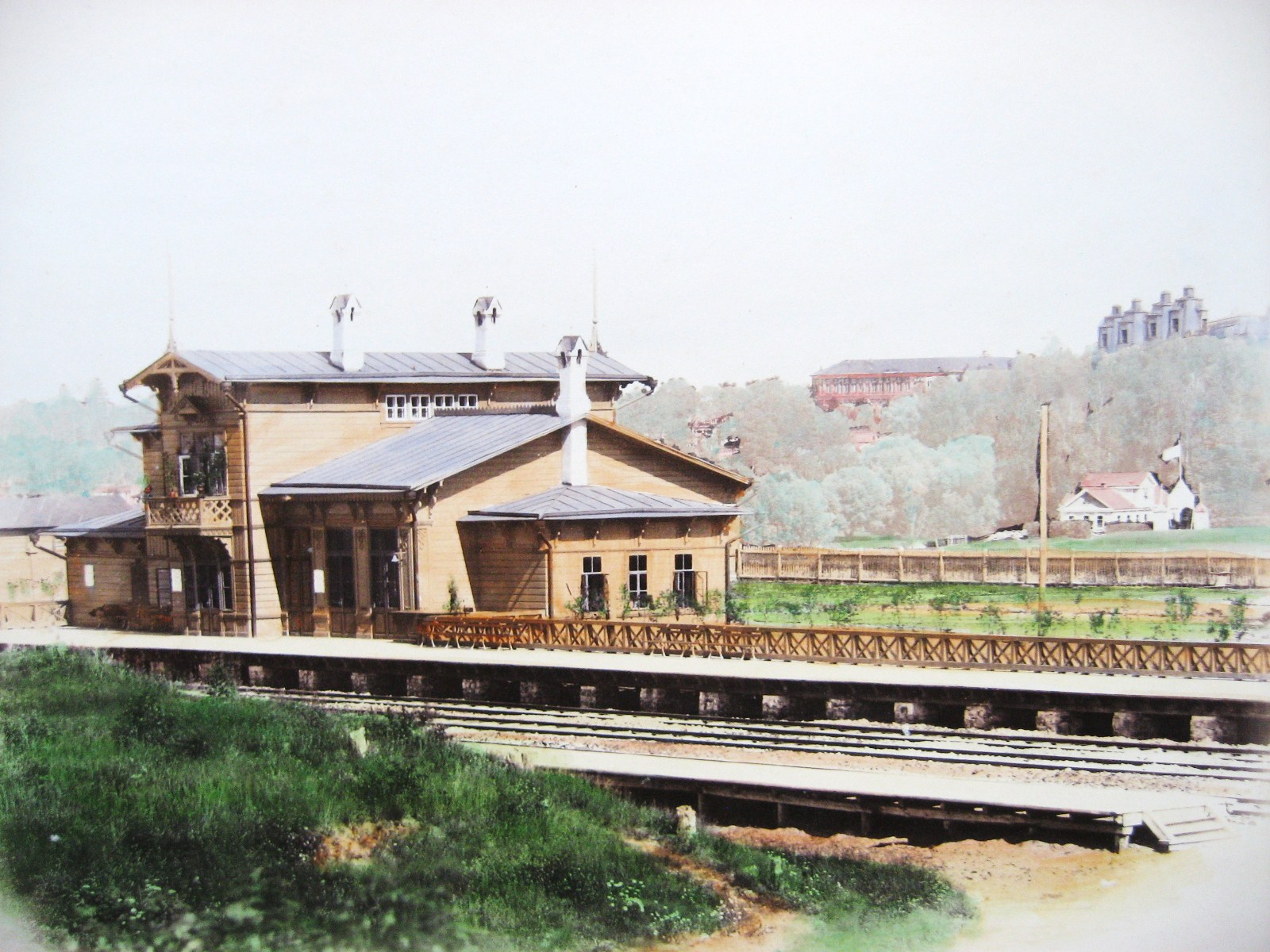
Станция Царицыно в 1885 году
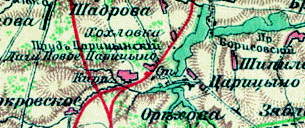
Станция Царицыно на карте. Видны кирпичные заводы С. Е. Логунова. До 1904 г.
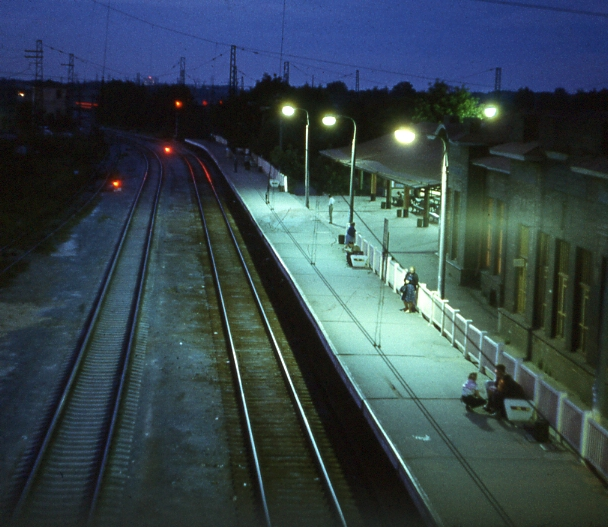
Станция Царицыно в 1983 году
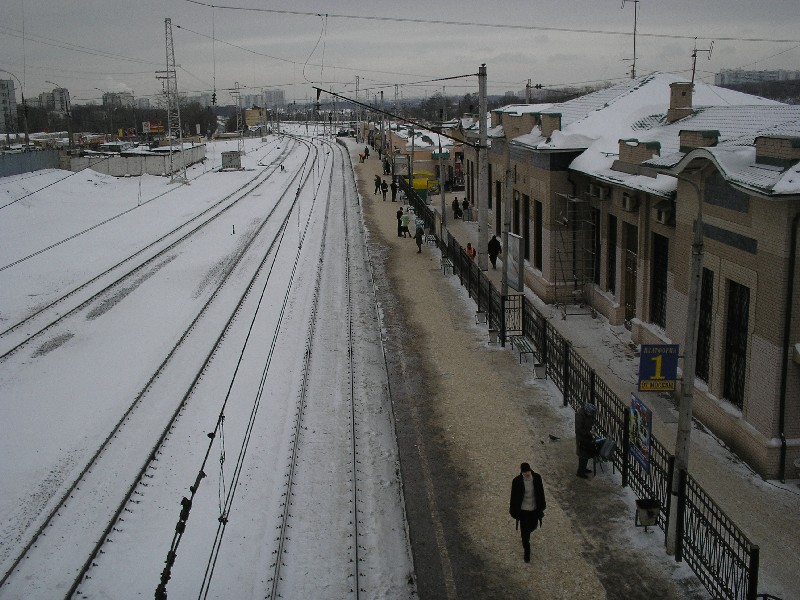
Станция Царицыно зимой, 2007 г.
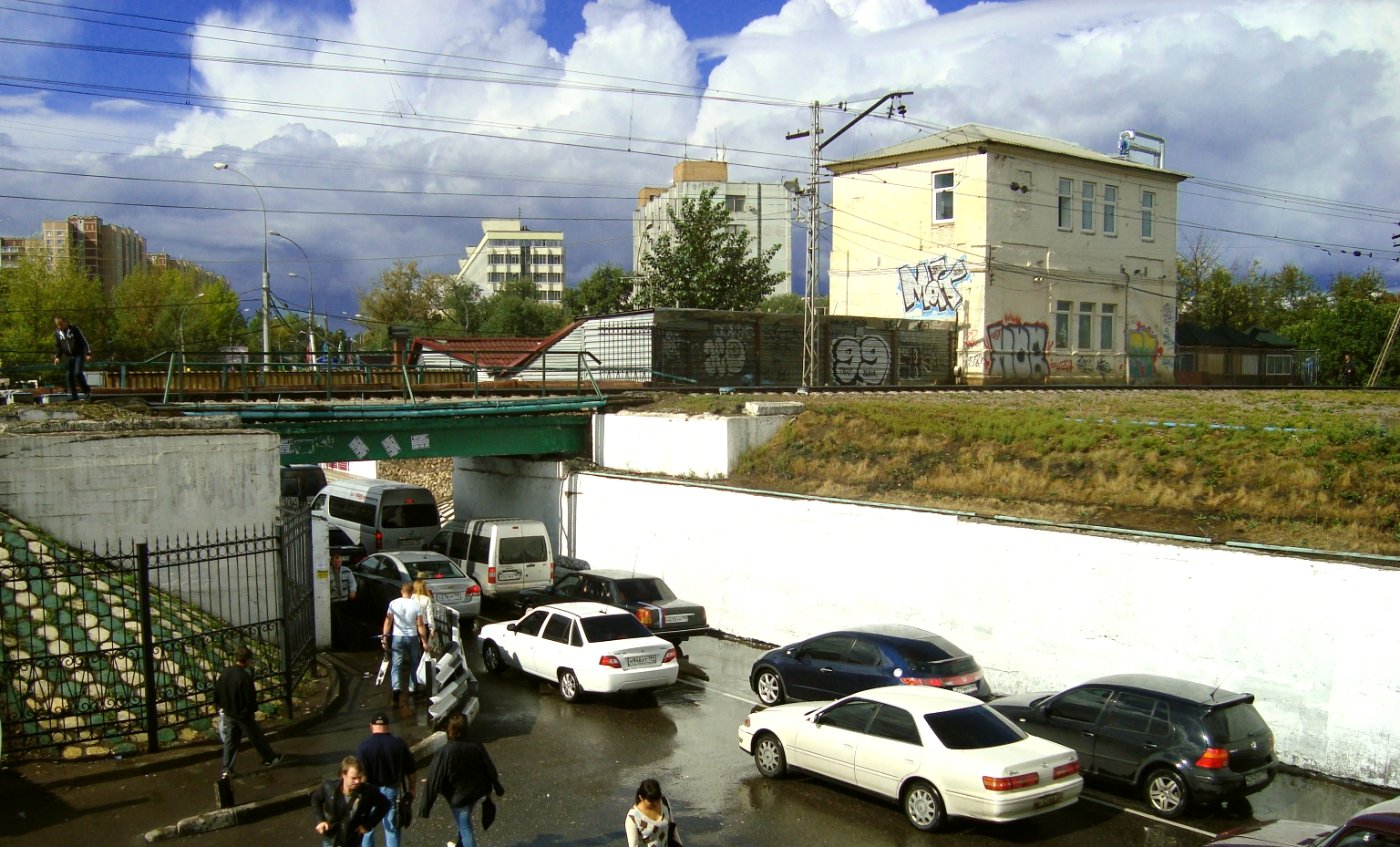
Старая сигнальная башня у входных стрелок со стороны Москвы
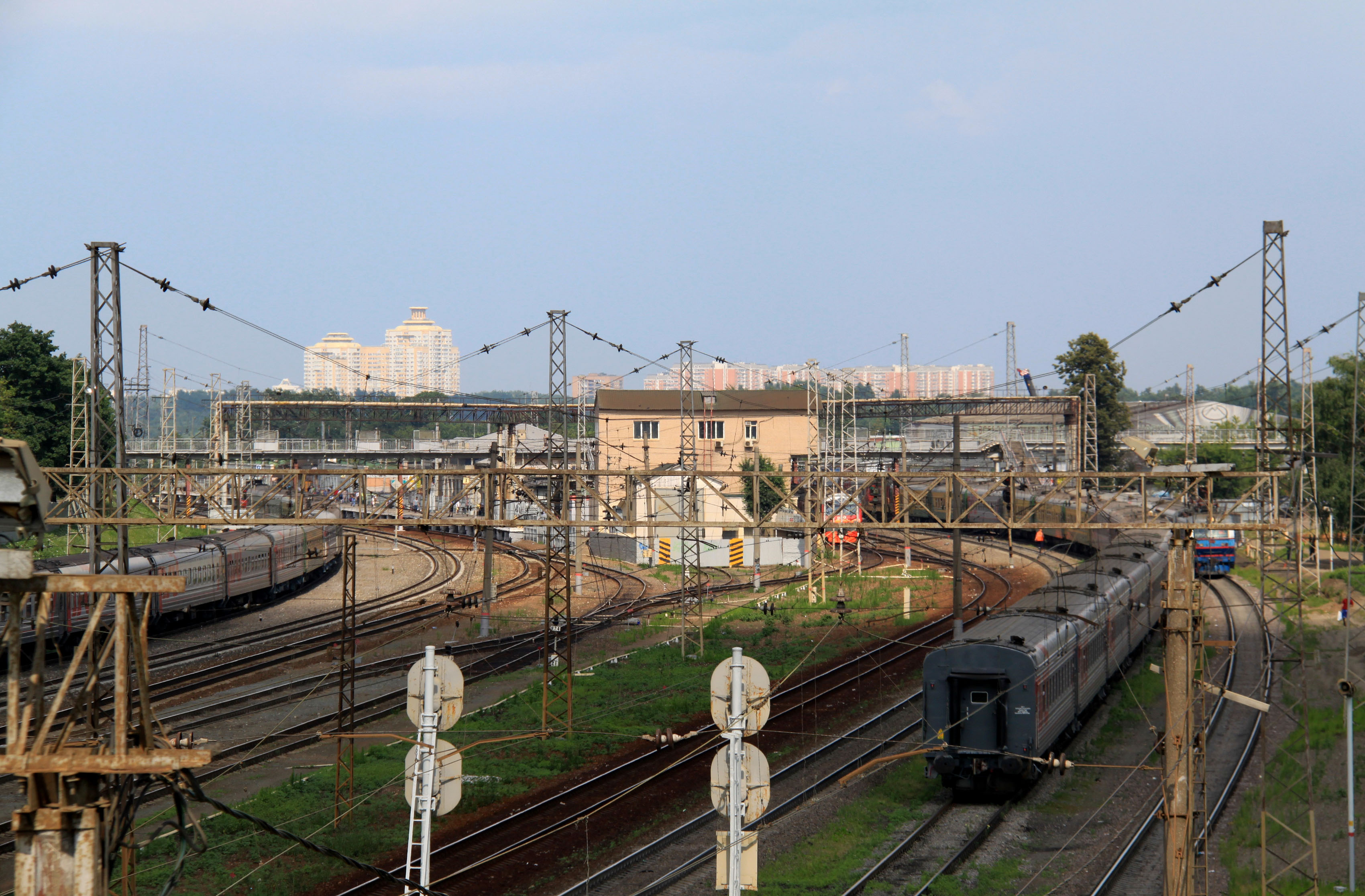
Подъездные пути со стороны области, 2013 г.
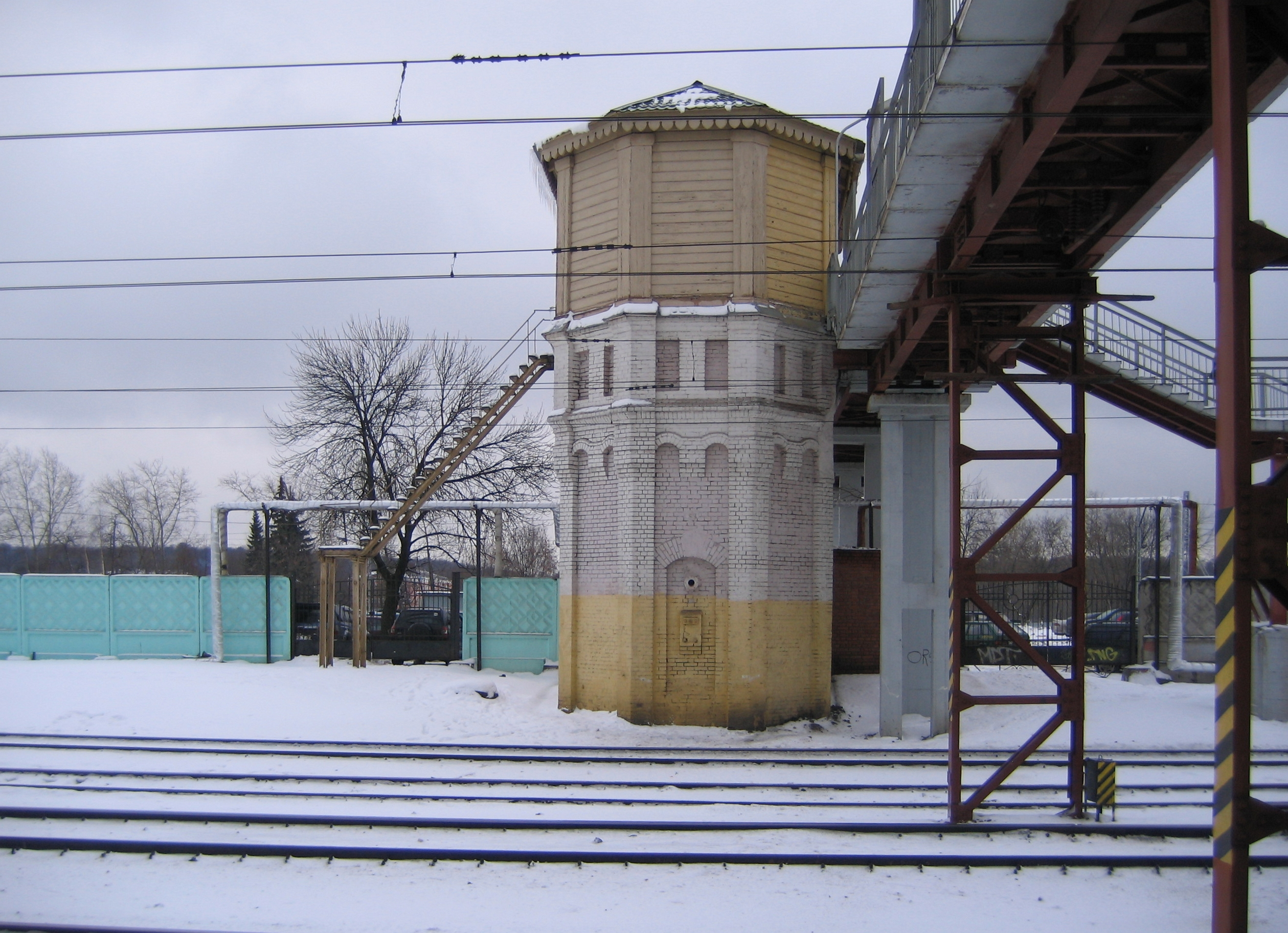
Водонапорная башня (не сохранилась)
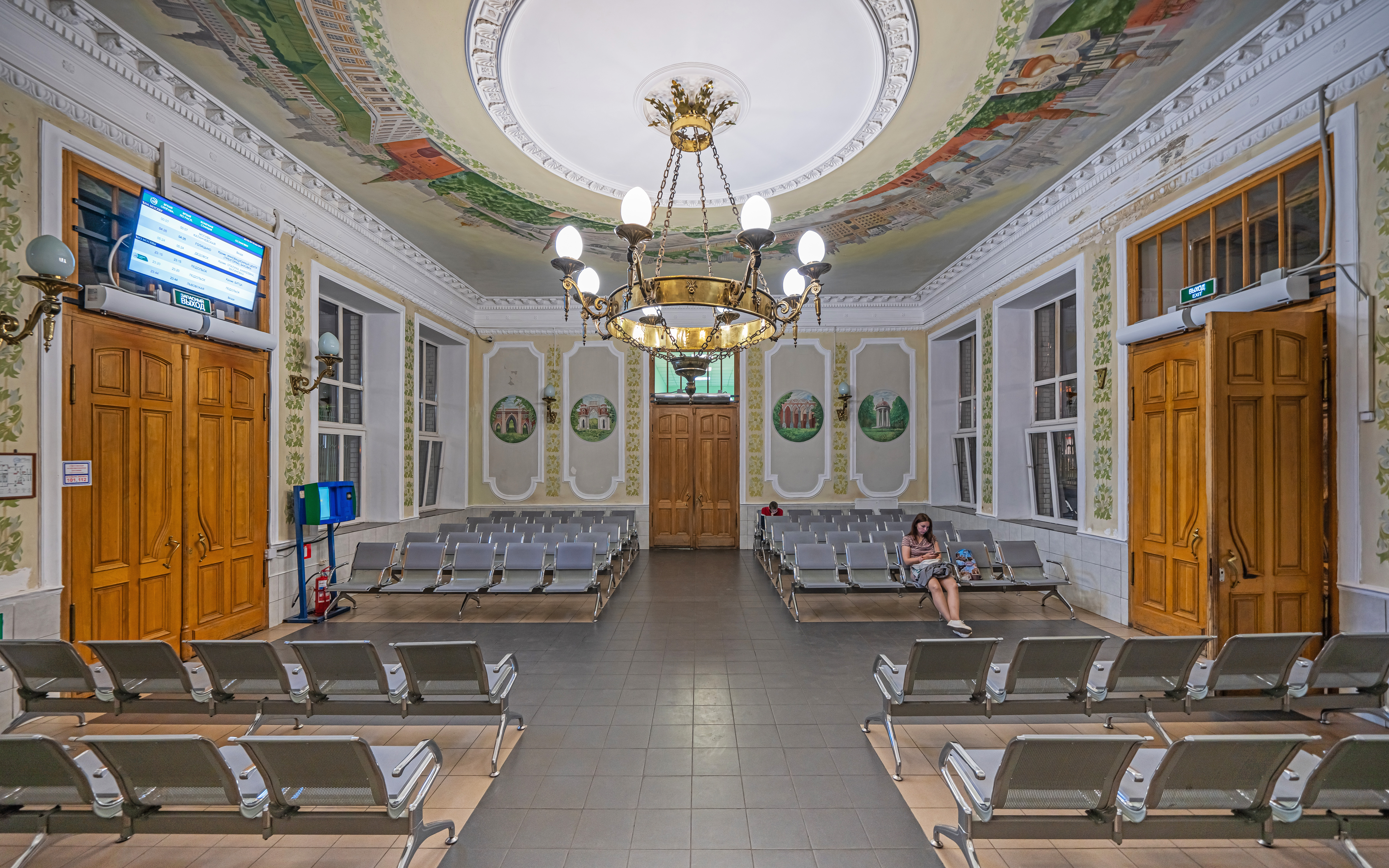
Зал ожидания в историческом здании вокзала